# نقض حقوق هنرمندان در جمهوری اسلامی ایران
حقوق شمار قابل توجّهی از هنرمندان، همچون: خوانندگان، موسیقیدانان، رقصندگان، بازیگران، کارگردانان، خوش‌نویسان، نقّاشان، عکاسان و پیکره‌تراشان... توسط نظام جمهوری اسلامی ایران نقض شده‌است که از سوی برخی از رسانه‌های خبری و سازمان‌های پشتیبان حقوق بشر گزارش شده‌است و در این مقاله، بخش‌هایی از آن گزارش‌ها آمده‌است.

## پیشینهٔ نقض حقوق هنرمندان
در حکومت جمهوری اسلامی حقوق انسانی هنرمندان به ویژه دگراندیش و منتقد، مانند حقوق گروه‌های معترض دیگر، همچون: روشنفکران، نویسندگان، شاعران، روزنامه‌نگاران، دانشجویان، آموزگاران، کارگران، اقلیت‌های قومی و دینی، وکیلان، فعالان حقوق بشر و زنان…، نقض می‌شود.
در دههٔ ۱۳۹۰ نیز موجی از سرکوب هنرمندان (از شاعر و نویسنده و غیره) آغاز شد.
حوزهٔ هنری سازمان تبلیغات اسلامی، بیش از وزارت فرهنگ و ارشاد اسلامی، بر سینماها… ی ایران، نظارت تمامیت‌خواهانه دارد.

## نقض حقوق هنرمندان

### اعدام و ترور

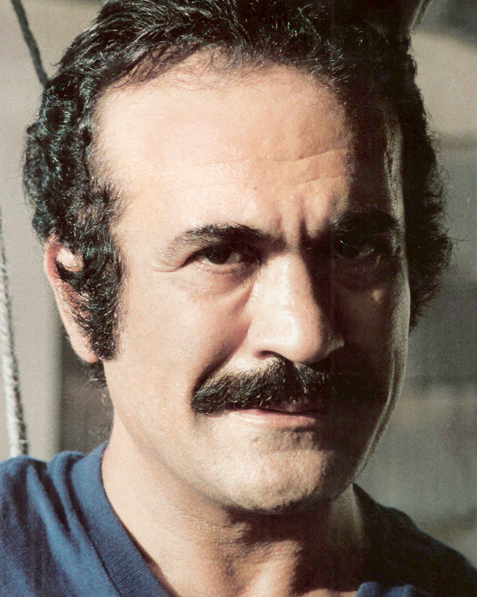
فریدون فرخزاد

1. فریدون فرخزاد (برادر فروغ فرخزاد)؛ خواننده، بازیگر، مجری و شاعری که به دلیل انتقاد از فقه اسلامی و جمهوری اسلامی، به دست برخی از مأموران امنیتی در بیرون از ایران، به گونهٔ دردناکی، سلاخی شد.[۵][۶]
2. سامان یاسین (صیدی)؛ خواننده رپ و کرد ایرانی یارسانی[۷] است که به دلیل حمایت از خیزش ۱۴۰۱ ایران، از سوی دادگاه انقلاب اسلامی به اعدام محکوم شد.[۸]

### احضار، بازداشت، زندان و شکنجه

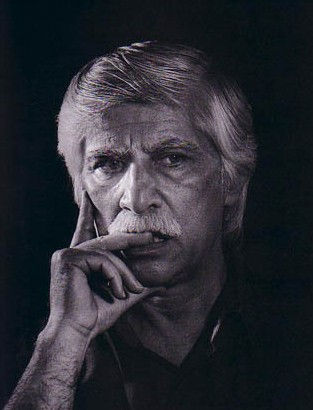
بهرام بیضایی

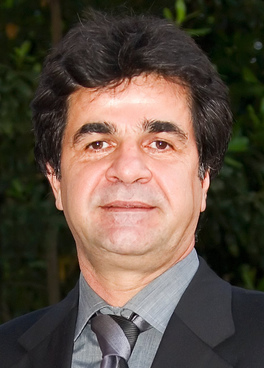
جعفر پناهی

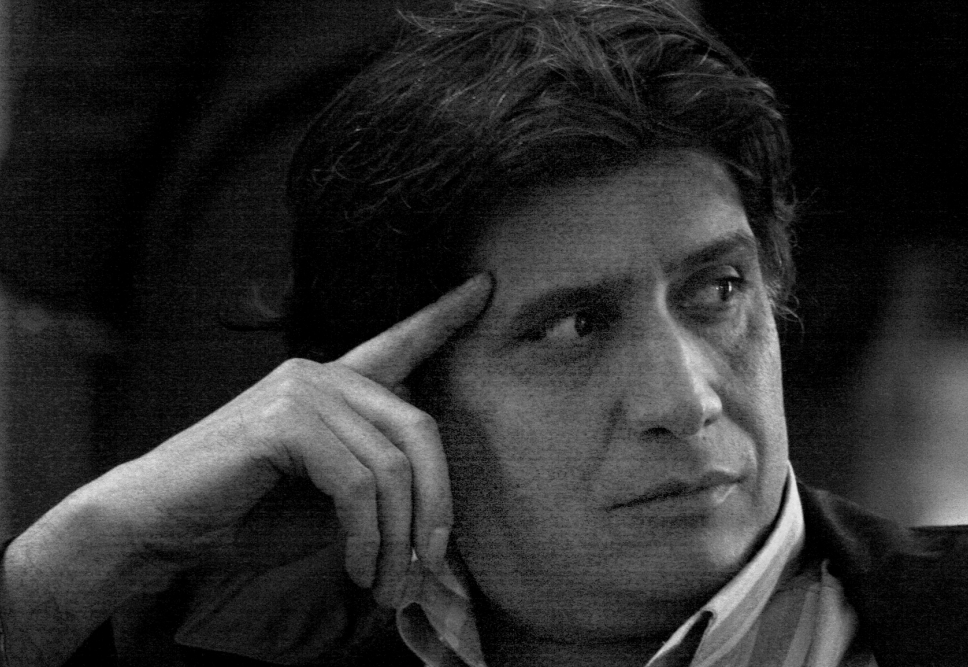
مصطفی عزیزی

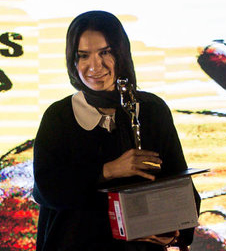
نوشین جعفری

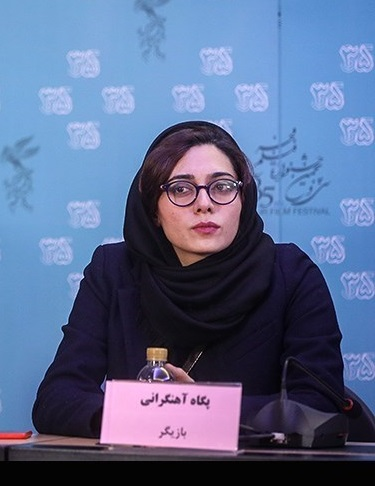
پگاه آهنگرانی

1. بهرام بیضایی در سالِ ۱۳۸۱ با احضار در نیروی انتظامی تهران تحتِ فشار قرار گرفت که کتباً از مذهبِ والدینِ خود تبرّی جوید، که نپذیرفت و چنین نکرد.[۹]
2. امین ماسوری؛ روزنامه‌نگار، نویسنده، هنرمند و پژوهشگر موسیقی، در سال ۱۳۹۸ خورشیدی، به اتهام اهانت به خامنه‌ای و خمینی و نیز تبلیغ بر ضد حکومت جمهوری اسلامی به ۲ سال زندان محکوم شد.[۱۰][۱۱][۱۲] وی پیش از این نیز در تاریخ ۱۳۹۷ خورشیدی، به دست مأموران امنیتی، در خانه، دستگیر شده و روانهٔ زندان شده بود.[۱۳]
3. دو برادر و هنرمند مازندرانی به نام‌های مهدی رجبیان (آهنگ‌ساز) و حسین رجبیان (فیلم‌ساز) به همراه یوسف عمادی (موسیقی‌نواز) در دادگاهی ۱۵ دقیقه‌ای (مانند دادگاه‌های صحرایی) و به اتهام تبلیغ علیه نظام و توهین به مقدسات، هر یک به ۶ سال حبس و نیز جریمهٔ مالی ۲۰۰ میلیون ریالی، محکوم شدند.[۱۴][۱۵][۱۶] برخی از آنان برای پرداخت جریمهٔ مالی، ناگزیر شدند که ابزارهای موسیقایی خود را بفروشند.[۱۷] آن‌ها بیش از دو ماه در سلول‌های انفرادی در بند ۲ الف سازمان اطلاعات سپاه پاسداران انقلاب اسلامی و زیر بازجویی بودند.[۱۸] آنان در اعتراض به وضعیت خود در زندان، ۳۱ روز اعتصاب غذا کردند.[۱۹][۲۰][۲۱][۲۲][۲۳][۲۴][۲۵][۲۶][۲۷][۲۸]
4. دو برادر و هنرمند شیرازی به نام‌های محسن منوچهری و بهروز منوچهری (با نام‌های هنری «آریو» و «اهورا») به دلیل همکاری در ساخت آهنگ-ویدئو «تهران-توکیو» ساسان یافته (ساسی مانکن)، بازداشت شدند.[۲۹]
5. کیوان کریمی (فیلم‌ساز) در مهر ۱۳۹۴ به ساختن فیلمی دربارهٔ شعارنویسی و طراحی‌های دیواری در ایران و به اتهام تبلیغ علیه نظام و توهین به مقدسات، به ۶ سال زندان و ۲۲۳ ضربه شلاق، محکوم شد.[۳۰][۳۱]
6. محمد رسول‌اف، کارگردان سینما و سازنده مستند جنایت عمدی که به یک سال حبس محکوم شد.[۳۲]
7. بکتاش آبتین، مستندساز، شاعر و یکی از اعضای کانون نویسندگان ایران به همراه دو نویسندهٔ دیگر این کانون، بازداشت و زندانی شد.[۳۳]
8. جعفر پناهی، کارگردان، در جریان اعتراضات سراسری ۱۳۸۸، به اتهام اجتماع و تبانی و تبلیغ علیه نظام جمهوری اسلامی، به ۶ سال حبس تعزیری و ۲۰ سال محرومیت از فیلم‌سازی، ۲۰ سال محرومیت از فیلم‌نامه‌نویسی، ۲۰ سال محرومیت از سفر به بیرون از ایران و ۲۰ سال ممنوعیت از هر نوع مصاحبه با رسانه‌ها و مطبوعات داخلی و خارجی، محکوم شد.[۳۴][۳۵][۳۶]
9. محمد نوری‌زاد؛ کارگردان، مستندساز، مجری و روزنامه‌نویسی که پس از اعتراضات سراسری ۱۳۸۸، به اتهام تبلیغ بر ضد نظام جمهوری اسلامی، توهین به سید علی خامنه‌ای و مقدسات اسلامی، بارها بازداشت، بازجویی و زندانی شد. وی با توجه به بیماری‌های گوناگون، از جمله، بیماری شدید قلبی، از حق مرخصی حتی در دورهٔ همه‌گیری جهانی کروناویروس، محروم است. یکی از حکم‌های وی، ۱۵ سال زندان، سه سال تبعید، و سه سال ممنوعیت خروج از کشور (به دلیل امضای بیانیه ۱۴ فعال سیاسی و درخواست استعفا دادن خامنه‌ای از رهبری) است.[۳۷][۳۸] وی در به اعتراض به وضعیت خود و زندانی شدن فرزندش (علی نوری‌زاد)، خودکشی ناموفق و اعتصاب غذا و دارو کرده‌است.
10. مصطفی عزیزی، فیلم‌نامه‌نویس و تهیه‌کننده فیلم که به اتهام توهین به علی خامنه‌ای و سید روح‌الله خمینی و نیز تبلیغ بر ضد نظام جمهوری اسلامی، محاکمه و به ۸ سال حبس تعزیری، محکوم شد که پیش از آن نیز ۴۰ روز، در سلول انفرادی در بند ۲ الف زندان سپاه پاسداران زندانی بود.[۳۹][۴۰]
11. مهرزاد اصفهان‌پور، خوانندهٔ موسیقی پاپ، در جریان اعتراضات سراسری ۱۳۸۸ بازداشت و زندانی شد.[۴۱]
12. در دی ۱۳۹۱، چهار هنرمند به نام‌های افشین مقدم، روزبه بمانی، علیرضا افکاری و مهرداد فتاحی بازداشت شدند.[۴۲]
13. همچنین یکی از اعضای شورای شهر تهران، فقط به دلیل انتشار آواز «ربنا» ی محمدرضا شجریان در صفحهٔ شخصی خود با صدای لیلا تهرانچیان به دادسرای ارشاد اسلامی، احضار شد.[۴۳]
14. سمانه نوروز مرادی («زئوس»)، دانش‌آموختهٔ تئاتر، مشروطه‌خواه و یکی از زندانیان عقیدتی و سیاسی است.[۴۴]
15. نوشین جعفری، عکاس حوزهٔ سینما و تئاتر، به اتهام برگزاری نمایشگاه عکس با هدف پشتیبانی از دختران قربانی اسیدپاشی و نیز توهین به مقدسات، زندانی شد.[۴۵]
16. دو فیلم‌ساز به نام‌های مهناز محمدی و رخساره قائم‌مقامی به همراه چند تن از فیلم‌سازان و مستندسازان دیگر، به دلیل گذاشتن گل بر سنگ آرامگاه برخی از کشتگان اعتراضات سراسری ۱۳۸۸، بازداشت شدند.[۴۶]
17. پگاه آهنگرانی، بازیگری که در پی دعوت «دویچه وله»، قرار بود از ۱۳ تا ۲۱ تیر ۱۳۹۰، برای پوشش وبلاگیِ جام جهانی فوتبال زنان ۲۰۱۱ به آلمان برود که ممنوعِ خروج شد و در ۱۹ تیر ۱۳۹۰ توسط نیروهای حفاظت اطلاعات نیروی انتظامی دستگیر و بازجویی شد. وی در روز ۶ آبان ۱۳۹۲، به دلیل حضور در اعتراضات سراسری ۱۳۸۸ ایران، به ۱۸ ماه حبس تعزیری محکوم گردید.[۴۷][۴۸]

#### خیزش ۱۴۰۱
کمیته حمایت حقوقی و قضایی از سینماگران در خانه سینما فهرست «۱۰۰ تن» از هنرمندان موسیقی و تئاتر و سینما… را منتشر کرد که در جریان خیزش ۱۴۰۱ ایران، توسط جمهوری اسلامی بازداشت یا ممنوعِ خروج شده‌اند.
بنا به گزارش این کمیته، «بیشتر بازیگران و کارگردان‌ها مشهور» ممنوعِ کار شده و نیز قراردادنامه برخی شان هم فسخ شده‌است.

### مزاحمت و ممنوعیت فرهنگی، سیاسی، اجتماعی و اقتصادی

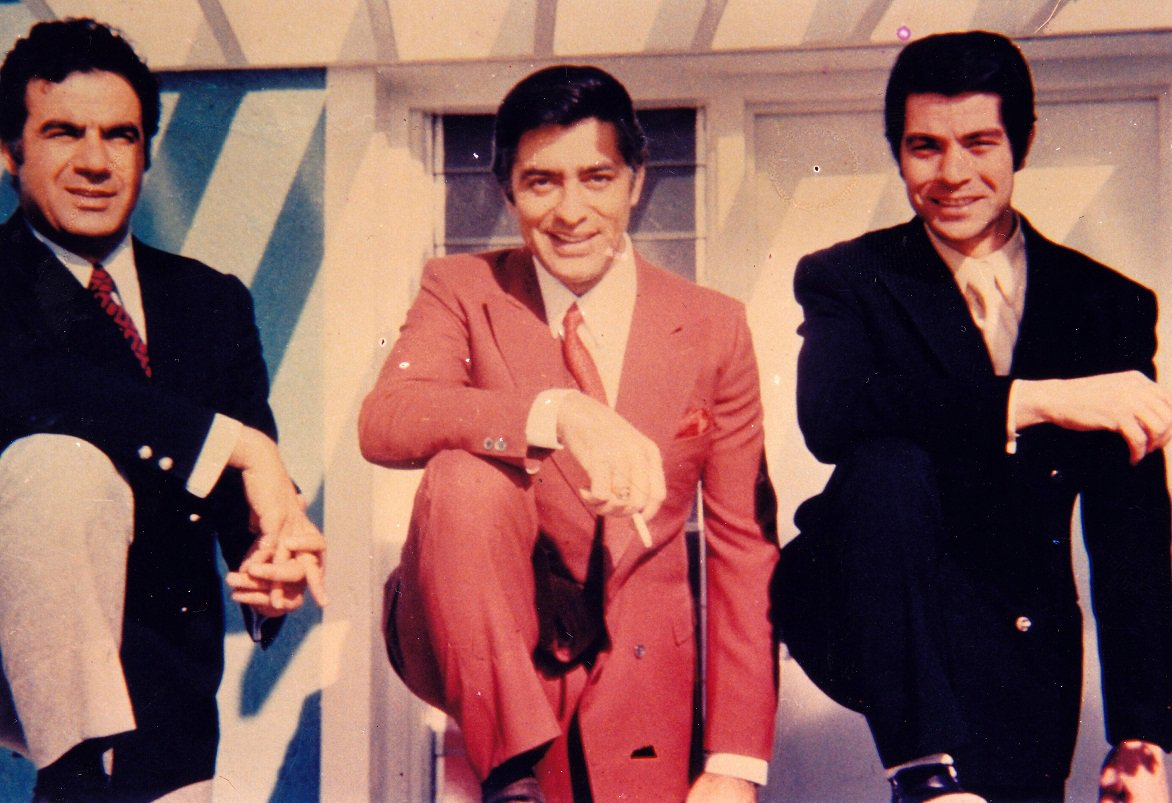
بهروز وثوقی و محمّدعلی فردین و ناصر ملک‌مطیعی ستارگانِ مردِ فیلمفارسی بودند.

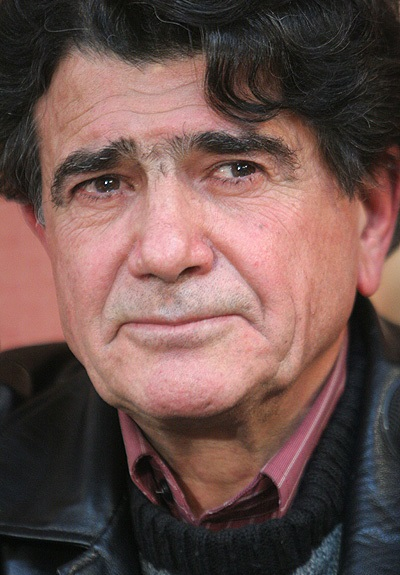
محمّدرضا شجریان

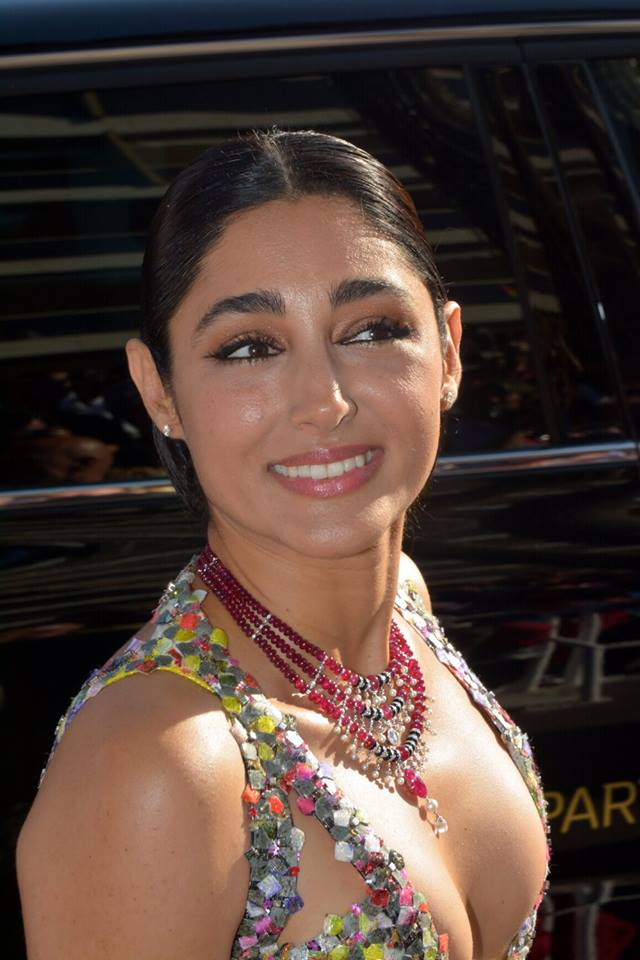
گلشیفته فراهانی

1. سه بازیگر برجسته ایرانیِ دورهٔ پهلوی به نام‌های محمدعلی فردین ناصر ملک‌مطیعی و بهروز وثوقی توسط حکومت جمهوری اسلامی ممنوعِ کار و ممنوع تصویر شدند.[۵۰]
2. محمدرضا شجریان، خواننده، موسیقی‌دان و ابداع‌کننده ساز، به دلیل تهدید شدن از سوی یکی از آیت‌اللهها به مصادره دارایی‌هایش ناگزیر شده بود که دارایی‌ها، از جمله، نوارهای آوازش را تا سه بار، جابه‌جا کند.[۵۱] آلبوم سیاسی دیگر وی یعنی «آلبوم قاصدک» (جماعتی که نظر را حرام می‌گویند، نظر حرام بکردند و خون خلق حلال) از سوی وزارت ارشاد اسلامی مجوز نگرفت و به صورت زیرزمینی منتشر شد.[۵۲] پس از اعتراضات سراسری سال ۱۳۸۸ (جنبش سبز ایران)، هیچ‌یک از آوازهای وی به درخواست خودش دیگر پخش نشد.[۵۳]
3. مجید اخشابی؛ خواننده، آهنگساز و استاد دانشگاه، به دلیل به کار بردن تصویر برخی از بانوان در نشریهٔ «زیر و بم» محاکمه شد.[۵۴]
4. گلشیفته فراهانی، موسیقی‌دان، بازیگر و خواننده، به دلیل بازی در یک فیلم خارجی، چند بار توسط وزارت اطلاعات بازجویی شد و تا مدتی، ممنوعِ خروج بود.[۵۵]
5. در راستای جلوگیری از آوازخوانی بانوان درایران، از اجرای موسیقی خوانندگان زن در ارومیه جلوگیری شد.[۵۶]
6. همچون گذشته و در بهمن ۱۳۹۶ در اصفهان و کرمانشاه، از حضور یافتن بانوان نوازنده بر روی سِن، جلوگیری شد.[۵۷]

## ممنوعیت‌های کلی هنری از سوی جمهوری اسلامی
- در راستای انجام محدودیت برای هنرمندان، رئیس پلیس امنیت عمومی فرماندهی انتظامی خراسان رضوی اعلام کرد که به دلیل وجود حرم علی بن موسی الرضا در مشهد، به هیچ کنسرتی اجازهٔ برگزاری نمی‌دهد.[۵۸]

## فعالیت‌ها و اعتراضات هنرمندان
آنچه این نویسندگان [رضا خندان مهابادی، بکتاش آبتین و کیوان باژن] کرده‌اند، مخالفت با سانسور و دفاع از آزادی بیان، بی‌هیچ حصر و استثنا برای همگان بوده‌است. به بند کشیدن این نویسندگان آزادی‌خواه، به‌ویژه در شرایط اوج‌گیری شیوع ویروس کرونا، ادامهٔ همان روند قتل‌های سیاسی زنجیره‌ای نویسندگان و آزادی‌خواهان به منظور خفه کردن هر گونه صدای اعتراض به ستم و مخالفت با سرکوب است.

از بیانیه ۱٫۳۰۰ تن از نویسندگان و هنرمندان و کنشگران مدنی
1. همچنین بیش از ۱٫۳۰۰ هنرمند و نویسنده و کنشگر مدنی در بیانیه‌ای خواستار آزادی سه عضو کانون نویسندگان ایران یعنی رضا خندان مهابادی، بکتاش آبتین و کیوان باژن از زندان شدند.[۶۰]
2. بیش از ۲۰۰ هنرمند و نویسنده، در بیانیه‌ای، خواستار آزادی «بکتاش آبتین»، مستندساز، شاعر و نویسندهٔ زندانی شدند که به ویروس کرونا دچار شده‌است.[۶۱]
3. شماری از هنرمندان، همچون: هدیه تهرانی، محسن مخملباف، علی باباچاهی، علی صالحی، حمید جبلی، ترانه علی‌دوستی و جعفر پناهی... ، به همراه برخی از نویسندگان و روشنفکران ایرانی به کشتار مردم در اعتراضات سراسری ۱۳۸۸، واکنش انتقادی نشان دادند.[۶۲]
4. برخی از هنرمندان، از جمله: ابی، شهره آغداشلو، گوگوش، فرامرز اصلانی، نازنین بنیادی، نوید نگهبان و مری آپیک... به اعدام ورزشکار قهرمان ایرانی یعنی نوید افکاری، اعتراض کردند.[۶۳]
5. ۶۴۰ کنشگر معترض، از جمله، هنرمندانی همچون: شهرام خسروشاهی آذر (سندی)، داریوش اقبالی، فرامرز اصلانی، مرتضی برجسته، عبدالحسن ستارپور (ستار)، شهبال شب‌پره، اسفندیار منفردزاده و شاهین نجفی... ، از پویش مردمی نه به جمهوری اسلامی پشتیبانی کردند.[۶۴][۶۵][۶۶]
6. دو بازیگر ایرانی یعنی میترا حجار و کتایون ریاحی به اعدام روزنامه‌نگار] مخالف جمهوری اسلامی یعنی روح‌الله زم، اعتراض کردند که در پی آن، هواداران و رسانه‌های وابسته به جمهوری اسلامی به آن دو، واکنش‌های تندی نشان دادند.[۶۷][۶۸]
7. صدها تن از سینماگران سرشناس ایران و جهان، در نامه‌ای، خواستار آزادی جعفر پناهی و محمد نوری‌زاد و نویسندگان و سینماگران زندانی دیگر شدند.[۶۹]
8. ۱۶۵ تن از هنرمندان و کنشگران اجتماعی ایران در نامه‌ای، سرکوب شدید هنرمندان را محکوم کرده و به احکام سنگین کیفری بر ضد سه هنرمند منتقد یعنی یوسف عمادی، مهدی رجبیان و حسین رجبیان، اعتراض کردند.[۷۰]
9. در ۵ فروردین ۱۴۰۰، ۷۰۰ تن از سینماگران و هنرمندان و شاعران و نویسندگان…، در بیانیه‌ای، رویکرد تبعیض‌آمیز قوه قضاییه در دادن مرخصی به زندانیان عقیدتی و سیاسی (به ویژه با دچار شدن برخی از زندانیان به دورهٔ کرونا ویروس) انتقاد کردند و خواستار توقف احضار و بازجویی و حبس نویسندگان و منتقدان شدند.[۷۱]
10. برخی از هنرمندان با واکسینه شدن هنرمندان در برابر ویروس کرونا پیش از واکسینه شدن مردم، مخالفت کردند.[۷۲]
11. گروهی از هنرمندان و اهالی مطبوعات به بازداشت شدن نوشین جعفری (عکاس حوزهٔ سینما و تئاتر) اعتراض کردند.[۷۳]
12. گروهی از هنرمندان، آثار هنری خود در دفاع از حقوق بشر را در نمایشگاهی در شهر نیویورک آمریکا به نماش گذاشتند.[۷۴]

## شماری از هنرمندان مخالف جمهوری اسلامی
اسامی شماری از هنرمندان سرشناس مخالف حکومت جمهوری اسلامی:
- فائقه آتشین (گوگوش)، بازیگر و خواننده؛
- بکتاش آبتین، مستندساز، نویسنده و شاعر؛
- پری وزیری‌تبار (شهره آغداشلو)، بازیگر؛
- پگاه آهنگرانی، بازیگر؛
- پوریا پوتک، خواننده و یوتیوبر؛
- فرامرز اصلانی، خواننده، ترانه‌سرا و آهنگساز؛
- نازنین افشین جم، بازیگر و موسیقی‌دان؛
- داریوش اقبالی؛ خواننده، بازیگر و موسیقی‌دان؛
- مرتضی برجسته، خواننده و آهنگساز؛
- نازنین بنیادی، بازیگر؛
- جعفر پناهی، کارگردان؛
- ابراهیم حامدی (ابی)، خواننده و موسیقی‌دان؛
- شهرام خسروشاهی آذر (سندی)، خوانند و آهنگساز؛
- حسین رجبیان، فیلمساز؛
- مهدی رجبیان، آهنگساز؛
- آرش سبحانی، خواننده و نوازنده؛
- عبدالحسن ستارپور (ستار)، خواننده؛
- منوچهر سخایی کاشانی؛ خواننده و بازیگر؛
- محمدرضا شجریان، خواننده و آهنگساز؛
- حسن شماعی‌زاده، خواننده و نوازنده؛
- شهبال شب‌پره، آهنگساز؛
- شهلا صافی‌ضمیر (مرجان)؛ خواننده و بازیگر؛
- پرویز صیاد، بازیگر نمایشنامه‌نویس؛
- مصطفی عزیزی، فیلم‌نامه‌نویس و تهیه‌کننده فیلم؛
- گلشیفته فراهانی، موسیقی‌دان، بازیگر و خواننده؛
- فریدون فرخزاد، خواننده، بازیگر، شاعر و مجری؛
- سیاوش قمیشی، خواننده و آهنگساز؛
- امین ماسوری، موسیقی‌دان؛
- خدیجه اشرف‌السادات مرتضایی (مرضیه)؛
- سمیرا مخملباف، بازیگر؛
- محسن مخملباف، کارگردان؛
- اسفندیار منفردزاده، آهنگساز؛
- محسن نامجو، خواننده و نوازنده؛
- شاهین نجفی، خواننده و آهنگساز؛
- محمد نوری‌زاد؛ نقاش و مستندساز؛
- زینت مؤدب خطیبی؛ بازیگر.